# August-Bebel-Schule (Offenbach am Main)
Die August-Bebel-Schule ist eine selbstständige berufsbildende Schule des Landkreises Offenbach mit den beiden Standorten Offenbach am Main und Hanau-Steinheim. Sie ist eine der ersten beruflichen Schulen in Hessen, die sich am Projekt Selbstverantwortung plus (oftmals abgekürzt als SV+) beteiligen. 2016 wurden 1883 Schüler von 106 Lehrern unterrichtet.

## Geschichte

### Entstehung
Der Plan, einen Neubau für die Kreisberufsschule zu bauen, reicht bis 1960 zurück. Es folgten unzählige Aussprachen zwischen den Schulträgern Stadt Offenbach und Kreis Offenbach, der Industrie- und Handelskammer und dem Unternehmerverband der Lederwarenindustrie, in denen eine Neuordnung der Verteilung der Berufsgruppen auf die beiden Schulträger (Stadt und Kreis Offenbach) festgelegt wurde. Eigentlicher Hintergrund des Neubaus war einerseits, dass der Kreis Offenbach erhebliche Gastschulbeiträge an die Stadt Offenbach zahlen musste, da viele Berufsschüler aus dem Kreis die Gewerbliche Berufsschule der Stadt Offenbach (heute Gewerblich-Technische Schulen der Stadt Offenbach am Main) besuchten. Andererseits war die Gewerbliche Berufsschule nicht in der Lage, alle Schüler unterzubringen, sodass andere Schulen im Stadtgebiet als Ausweichunterrichtsstätte genutzt werden mussten. Die Frage war, ob die Gewerbliche Berufsschule erweitert oder der Kreis Offenbach eine eigene Schule bauen sollte. Am 22. März 1961 fasste der Kreistag des Kreises Offenbach den Grundsatzbeschluss zum Bau einer eigenen Berufsschule in Offenbach am Main. Der Kreis Offenbach kaufte von der Stadt Offenbach ein 17.000 m² großes Grundstück im Lauterborngebiet. Das aufgestellte Raumprogramm wurde am 27. März 1963 vom Hessischen Minister für Erziehung und Volksbildung genehmigt.
Am 8. Juni 1965 wurde mit dem Bau der Kreisberufsschule begonnen. Vorarbeiten und Oberbauleitung lagen beim Kreisbauamt Offenbach unter Leitung von Baudirektor Wilhelm Wöhrn. Für den Entwurf und die Bauleitung war das Architekturbüro Alex Weber in Neu-Isenburg verantwortlich. Den Bau errichteten die Bauunternehmungen Huta-Bau-AG und Appel & Zahn AG, beide mit Sitz in Frankfurt am Main. Der Klassen- und Verwaltungstrakt wurde in herkömmlicher Bauweise, der Werkstättentrakt und die Aula in Fertigteilbauweise erstellt. Unterrichtsbeginn war am Montag, dem 30. Oktober 1967.
Ab dem Unterrichtsbeginn wurden folgende Berufe berufsbegleitend in der Teilzeitberufsschule unterrichtet: Fachgruppe Elektro (Elektromechaniker, Starkstromelektriker, Elektroinstallateure, Rundfunk- und Fernsehtechniker), Fachgruppe Leder (Feintäschner, und Feinsattler, Schuhfacharbeiter, Pelzzurichter, Gerber, Stepper), Bauhaupt- und Baunebenberufe (Bauzeichner, Maurer und Fliesenleger, Schreiner und Zimmerer, Modellbauer, Bauschlosser, Heizungsbauer, Sanitärinstallateure, Spengler und Klempner, Maler, Lackierer, Weißbinder), Fachgruppe Chemie (Chemie- und Lacklaboranten, Chemiefacharbeiter). In der Fachgruppe Jungarbeiter erfolgte eine Grundausbildung für den Metall- und Baubereich. Auf Beschluss des Kreistags des Kreises Offenbach bekam die Schule den Namen „August-Bebel-Schule“, benannt nach dem deutschen Politiker und Publizisten August Bebel. Am 10. Oktober 1968 wurde die August-Bebel-Schule eingeweiht.

### Ausbau der August-Bebel-Schule in den 1970er und 1980er Jahren
In den folgenden Jahren wird die Berufsschule um verschiedene Vollzeitschulformen erweitert: 1968 kommt die zweijährige Berufsfachschule, die zu einem mittleren Abschluss führt, für die Berufsfelder Metalltechnik und Elektrotechnik und die Fachrichtung Lederverarbeitende Berufe, sowie die Fachschule für Technik in Teilzeitform, Fachrichtung Ledertechnik, hinzu. 1969 wird die Fachschule für Technik in Teilzeitform, Fachrichtung Elektrotechnik von der Gewerblichen Berufsschule Offenbach an die August-Bebel-Schule verlegt. 1970 wird die Fachoberschule mit den Schwerpunkten Maschinenbau, Elektro- und Bautechnik errichtet. Die Berufsschule des Berufsfeldes Drucktechnik in Hanau-Steinheim wird Zweigstelle der August-Bebel-Schule. Diese Zweigstelle ist auch für die Auszubildenden des Main-Kinzig-Kreises zuständig. 1971 startet eine Fachschule für Technik der Fachrichtung Elektrotechnik in Vollzeitform. 1978 etabliert die August-Bebel-Schule das Berufsgrundbildungsjahr (oftmals abgekürzt als BGJ) in vollzeitschulischer Form in den Berufsfeldern Elektrotechnik sowie Holztechnik sowie das Berufsvorbereitungsjahr (oftmals abgekürzt als BVJ). Das Berufsgrundbildungsjahr wird 1980 auch in den Berufsfeldern Elektrotechnik und Drucktechnik eingeführt.
Im Jahr 1980 bis 1983 wird die Hauptstelle der August-Bebel-Schule in Offenbach erweitert: Der frühere Bauhof wird überbaut, es entstehen dort Werkstätten für Schreiner, Maler und Spengler.
Nach einer dreijährigen Bauphase wird 1983 der Erweiterungsbau in Betrieb genommen.
Bis 1990 wurden weitere Schulformen eingeführt:
- Fachoberschule mit dem Schwerpunkt Gestaltung (ab 1985)
- Fachschule für Technik mit dem Schwerpunkt Datenverarbeitungstechnik (ab 1985)
- Errichtung einer Berufsfachschule für Informationsverarbeitung, Fachrichtung Technik, die auf einem mittleren Abschluss aufbaut. Sie wird heute Höhere Berufsfachschule genannt (ab 1988)

### Ausbau der August-Bebel-Schule in den 1990er Jahren
Die Fachoberschule kann ab 1991 auch im Schwerpunkt Informationstechnik (IT) besucht werden. Im Jahre 1994 wird auf einem Nachbargrundstück der Schule eine neugebaute 3-Felder-Halle für den Sportunterricht der August-Bebel-Schule eingeweiht. Dadurch kann das Sportangebot an der Schule deutlich ausgeweitet werden. Auch die Sportvereine profitieren bis heute durch die abendliche Nutzung der Halle.
1996 kamen zwei weitere Schulformen an der ABS hinzu:
- Fachschule für Technik in der Fachrichtung Elektrotechnik mit dem Schwerpunkt Gebäudetechnik
- Zweijährige Berufsfachschule, die zu einem mittleren Abschluss führt im Berufsfeld Holztechnik

### Ausbau der August-Bebel-Schule ab dem Jahr 2000
2001 wurde das Berufliche Gymnasium mit der Fachrichtung Technik, Schwerpunkt Gestaltungs- und Medientechnik, an der August-Bebel-Schule eingeführt. Diesen Schwerpunkt gab es zuvor in Hessen nicht. Aus diesem Grund wurden Kontakte zu den Beruflichen Gymnasien in Baden-Württemberg aufgebaut, um sich an den Lehrplänen und Unterrichtsinhalten dort zu orientieren. Auf dieser Basis wurde von der August-Bebel-Schule der Lehrplan für den Schwerpunkt Gestaltungs- und Medientechnik in Hessen geschrieben, der Schwerpunkt als Pilotversuch durchgeführt und nach vielen Erfahrungsberichten in die Regelform überführt. An diesen Vorgaben orientieren sich seitdem auch weitere berufliche Schulen mit diesem Schwerpunkt. Für das erste Zentralabitur in Hessen im Jahre 2007 arbeitete die August-Bebel-Schule federführend in der Kommission zur Erstellung zentraler Prüfungsaufgaben für den Schwerpunkt Gestaltungs- und Medientechnik.
2005 wurde die August-Bebel-Schule zusammen mit weiteren 16 beruflichen Schulen für den Modellversuch SV-Plus ausgewählt. Das Modellprojekt „Selbstverantwortung plus“ des Landes Hessen ist Vorläufer für die Einrichtung der Selbstverantwortlichen Beruflichen Schule (SBS). Im Rahmen eines begleiteten Transferprozesses wurde die August-Bebel-Schule zum 1. Januar 2012 Selbstständige Berufliche Schule.
2008 wurde die Berufsfachschule der August-Bebel-Schule um die Fachrichtung Farbtechnik und Raumgestaltung erweitert. Im Jahre 2009 wurde ein Teil der Unterrichtsräume am Standort Offenbach saniert. Für ein Jahr wurde der Unterricht in Container ausgelagert und alle Räume auf den neuesten Stand der Technik gebracht. Seit der Wiederinbetriebnahme sind alle Klassenräume mit elektronischen Tafeln ausgestattet. Eine moderne Mediathek für Lehrer und Schüler wird seitdem ganztägig betrieben. Außerdem ist seit diesem Zeitpunkt ein Beratungszentrum mit Sozialarbeiter und einer Psychologin eingerichtet.
Zum Schuljahr 2009/2010 wurde in Zusammenarbeit mit der Berufs- und Technikerschule Butzbach und der heutigen Arnold-Bode-Schule Kassel die neue Fachrichtung Gestaltungs- und Medientechnik (GMTA) in der Höheren Berufsfachschule in Hessen eingeführt. Der erste Jahrgang wurde zum Schuljahr 2009/2010 an der August-Bebel-Schule aufgenommen. Zum Schuljahr 2011/2012 wurde die Fachrichtung Gestaltung in der bestehenden Fachoberschule der August-Bebel-Schule eingeführt. Zum Schuljahr 2013/2014 wurden in Zusammenarbeit mit den Verbänden und der Firma Heinrich Schmid erstmals Auszubildende zum Maler und Lackierer mit der Fachrichtung „Gestaltung und Instandhaltung“ in der Vertiefung „Ausbautechnik und Oberflächengestaltung“ unterrichtet. 
Zum Schuljahr 2022/2023 wurde in der Fachoberschule Technische Informatik als modularer Schwerpunkt mit Inhalten aus Elektrotechnik und Informationstechnik eingeführt. Zum Schuljahr 2023/2024 wird der Schwerpunkt Medienproduktionstechnik in der Fachoberschule eingeführt und die Berufsfachschule zum Übergang in Ausbildung (BüA) wird um den Schwerpunkt Informationstechnik ergänzt. 

### Schulleitung
- September 1967 bis März 1969: Werner Hartwig (kommissarischer Schulleiter)
- April 1969 bis November 1978: Werner Hartwig
- November 1978 bis Oktober 1980: Helmut Hill (kommissarischer Schulleiter)
- November 1980 bis Januar 2002: Helmut Hill
- Februar 2002 bis August 2002: Siegfried Hinkel (kommissarischer Schulleiter)
- September 2002 bis Juli 2009: Ludwig Scheller
- August 2009 bis September 2012: Raimund Kirschner (kommissarischer Schulleiter)
- Oktober 2012 bis Juli 2022: Raimund Kirschner
- August 2022 bis September 2023: Ulrich Luft (kommissarischer Schulleiter)
- Seit Oktober 2023: Ulrich Luft

## Bildungsangebote
Die ABS bildet Schüler in den Bereichen berufsqualifizierende Bildungsgänge sowie studienqualifizierende Bildungsgänge aus.

### Berufsqualifizierende Bildungsgänge
Zu den berufsqualifizierenden Bildungsgängen gehören die klassische Teilzeit-Berufsschule, die Bildungsgänge zur Berufsvorbereitung, das Berufsgrundbildungsjahr und die Berufsfachschule.

#### Berufsschule im Dualen System
Auszubildende besuchen die August-Bebel-Schule in Offenbach bzw. die Außenstelle in Hanau-Steinheim in verschiedenen Berufsfeldern: Hierzu gehören Bautechnik, Elektrotechnik, Farbtechnik und Raumgestaltung, Holztechnik, Informationstechnik, Metalltechnik, Holztechnik sowie Mediengestaltung und Medientechnologie.

#### Bildungsgänge zur Berufsvorbereitung
Eine Besonderheit an der August-Bebel-Schule ist das kooperative Berufsgrundbildungsjahr in vollschulischer Form im Berufsfeld Holztechnik. In diesem Bildungsgang wird das erste Ausbildungsjahr der Ausbildung zur Schreinerin/zum Schreiner in den Werkstätten der Schule absolviert. Die anschließende Ausbildung im Betrieb verkürzt sich auf zwei Jahre. In den Klassen zur Berufsvorbereitung (BBV) werden Schüler des Kreises Offenbach, die noch der erweiterten Schulpflicht unterliegen, unterrichtet. Die Ausbildung dauert ein Jahr.
Im Frühjahr 2016 hat die August-Bebel-Schule die Genehmigung zur Einrichtung von InteA-Klassen erhalten, die seit Mai 2016 an der August-Bebel-Schule Offenbach beschult werden.

#### Berufsfachschule
Die August-Bebel-Schule bietet in der zweijährigen Berufsfachschule die Berufsfelder Farbtechnik und Raumgestaltung, Elektrotechnik sowie Holztechnik an. Zweijährige Berufsfachschulen führen zu einem mittleren Abschluss und vermitteln eine berufliche Grundbildung in dem betreffenden Berufsfeld.

Eine zweijährige vollzeitschulische Ausbildung – aufbauend auf dem mittleren Abschluss – wird im Bereich Gestaltungs- und Medientechnik sowie im Bereich Informationsverarbeitung angeboten.

### Studienqualifizierende Bildungsgänge
In diesem Bereich können Schüler entweder die Fachoberschule oder das Berufliche Gymnasium besuchen.

#### Fachoberschule
An der August-Bebel-Schule wird derzeit ein Besuch der Fachoberschule in der Form A und B mit dem Schwerpunkt Informationstechnik angeboten. Die Schwerpunkte Elektrotechnik und Gestaltung werden ausschließlich in der Form B angeboten. In der FOS Form A ist in der Jahrgangsstufe 11 ein einjähriges Praktikum in einem Betrieb an drei Tagen in der Woche zu absolvieren. An zwei Tagen erfolgt der schulische Teil der Ausbildung. In der Jahrgangsstufe 12 erfolgt eine ausschließlich schulische Ausbildung. Schüler der Form B verfügen über einen Abschluss in einem einschlägigen Beruf bzw. vergleichbares und besuchen lediglich die Jahrgangsstufe 12. Bei erfolgreichem Abschluss der Fachoberschule wird die Fachhochschulreife erworben.

#### Berufliches Gymnasium
Der Besuch des Beruflichen Gymnasiums ist im Bereich Gestaltungs- und Medientechnik möglich. Nach einem erfolgreichen Durchlauf dieser Schulform wird die allgemeine Hochschulreife in der Abiturprüfung erworben.

### Weiterbildung

#### Fachschule für Technik
An der August-Bebel-Schule besteht eine Zweijährige Fachschule, Fachbereich Technik mit der Fachrichtung Informationstechnik sowie der Fachrichtung Elektrotechnik. Die Zweijährige Fachschule hat zum Ziel, Fachkräfte mit beruflicher Erfahrung zu befähigen, Aufgaben in der mittleren Führungsebene zu übernehmen. Sie baut auf Abschlussprüfungen in elektrotechnischen und Informationstechnischen Ausbildungsberufen oder vergleichbaren Qualifikationen (z. B.: Abschlüsse als staatlich geprüfter Assistent) auf. Das Techniker-Studium erfolgt in Vollzeit- oder Teilzeitform. Es dauert in Vollzeitform zwei, in Teilzeitform vier Ausbildungsjahre.

## Bekannte Mitarbeiter und Schüler
- Heike Habermann (* 29. Mai 1955 in Offenbach am Main), deutsche Politikerin (SPD) und Diplom-Pädagogin, Mitglied und Vizepräsidentin des Hessischen Landtages. Sie unterrichtete in den Jahren 1992 bis 1999 als Sozialpädagogin an der August-Bebel-Schule in Offenbach.
- William Georg „Jimmy“ Hartwig (* 5. Oktober 1954 in Offenbach am Main), ehemaliger deutscher Fußballspieler, -trainer und Theaterschauspieler. Jimmy Hartwig besuchte die August-Bebel-Schule während seiner Ausbildung in den 1970er Jahren.
- Peter Osterwold (* 30. Mai 1950 in Wolfenbüttel), Sänger der Band Rodgau Monotones. Er besuchte die August-Bebel-Schule im Rahmen seiner Ausbildung im Holzbereich.